# 2019年1月

## 1月1日
- 雅伊爾·博索納羅就任巴西总统，展開新一輪任期。[1]
- 美国国家航空航天局的探測器新视野号成功飛越柯伊伯带星體小行星486958，成為人類首次到達該星體的探測器。[2]
- 美国在1923年内发表的所有版权作品都已进入公有领域[3]。

## 1月2日
- 中共中央總書記習近平在《告台灣同胞書》發表40周年紀念會上發表「重要講話」重申兩岸統一。[4]中華民國總統蔡英文公開回應「絕不接受九二共識、一國兩制」。[5]

## 1月3日
- 中國國家航天局的探測器嫦娥四號成功在月球背面南半部的馮·卡門環形山著陸，为世界上首次月球背面软着陆。
- 第116届美国国会開始，民主黨重新控制眾議院，民主党众议员蘭希·佩洛西再次当选为眾議院議長。[6]

## 1月5日
- 君士坦丁堡普世牧首巴爾多祿茂簽署法令，承認烏克蘭正教會為自主教会。[7]

## 1月7日
- 加蓬發生軍事政變，但在同日被政府平定。[8]

## 1月8日
- 中共中央对外联络部是日早上證實，应中共中央总书记、中华人民共和国主席习近平邀请，朝鲜劳动党委员长、朝鲜国务委员会委员长金正恩于1月7日至10日对中国进行访问。金是日會在北京過生日，據指金正恩夫人李雪主及多位北韓高官隨行[9][10]。
- 日本女子摔跤運動員吉田沙保里宣佈退役。[11]

## 1月10日
- 刚果民主共和国的國家選舉委員會宣佈反對派參選人菲利克斯·齊塞克迪在2018年12月30日舉行的總統選舉勝出。[12]

## 1月11日
- 委內瑞拉全國代表大會議長·瓜伊多宣佈挑戰尼古拉斯·馬杜羅的委內瑞拉總統地位，並受委内瑞拉全国代表大会（國會）與美洲国家组织認可為「委內瑞拉代總統」。[13][14][15]

## 1月13日
- 波蘭格但斯克市長帕維爾·阿達莫維奇在出席公開活動時遇襲受重傷，延至1月14日不治。[16]

## 1月14日
- 加拿大總理杜魯多（Justin Trudeau）在一名在中國涉嫌走私冰毒的加拿大公民被當地法院改判死刑後，批評中國「任意」判處該公民死刑，對事件表極度關注。加拿大方面晚間即時修訂對中國的旅行警示級別，警告加拿大公民在當地要「高度謹慎」，注意中國政府「任意強制執法」風險[17]。
- 伊朗空軍薩哈航空一架波音707軍用貨機在德黑蘭附近墜毀，造成15人喪生。[18]

## 1月15日
- 国际刑事法院判決被控危害人类罪的科特迪瓦前總統洛朗·巴博無須答辯，下令當庭釋放他。[19]
- 韓國環境科學院數據，顯示韓國是日霧霾嚴重，全國大部分地區懸浮粒子 PM2.5 超標，空氣質素整體在「差」或「極差」水平，首爾、仁川、京畿道，和全國十多個地市地區全面啟動「霧霾天氣應急減排措施」；韓國指中國是空氣污染源頭，最大在野黨自由韓國黨批評，文在寅競選總統時曾承諾會與中國交涉霧霾問題，但承諾仍未兌現[20]。

## 1月18日
- 於墨西哥一間圖拉煉油廠附近，發生了管道大爆炸事故，事件已造成73人死亡、多人嚴重燒傷；而其原因是由於當地居民在油管上鑽洞偷油[21]。

## 1月19日
- 武裝分子襲擊索马里南部港口城市基斯马尤附近一個軍事基地，最終被擊退，至少70名武裝分子在該次進攻和隨後的空襲中喪生。[22]

## 1月21日
- 委内瑞拉国防部长发声明指27名国民警卫队成员企图攻击首都加拉加斯一个指挥中心，企图推翻总统马杜罗政府被捕[23]。
- 菲律賓南部棉蘭老島自治區（Mindanao）、哥打巴托市及伊莎贝拉市就是否支持擴大建立一個「邦薩莫洛」（Bangsamoro）自治區舉行投票，有近283萬名合資格選民參與，當局出動二萬名警員和士兵維持秩序。料周五有結果。外界普遍預期公投將獲通過，有望結束當地歷時40年的武力抗爭[24][25]。
- 塔利班襲擊阿富汗迈丹城一個軍事基地，造成至少36人喪生[26]。
- 一架載有英超足球會卡迪夫城前鋒埃米利亞諾·薩拉的小型飛機在英吉利海峡奧爾德尼島附近失去聯絡[27]。

## 1月22日
- 第91屆奧斯卡金像獎入圍名單公佈。[28]
- 日本便利店巨頭7-11宣佈，決定在今年8月底前開始，即欖球世界盃舉行前，旗下全國20,700家店舖原則上停售成人雜誌。而另一便利店巨頭Lawson亦在前日宣佈旗下14,000家店舖會在同時期停售成人雜誌。相信亦是為迎接東京奧運會舉辦，以免在外籍遊客前影響日本的形象[29]。
- 印尼南苏拉威西省出现暴雨，引发严重水灾，导致至少68人死亡[30]。

## 1月23日
- 委內瑞拉全國代表大會議長胡安·瓜伊多在游行民众前宣誓成为临时总统，获美国、加拿大、歐盟以及多个拉美国家政府支持[31]。

## 1月24日
- 菲利克斯·齊塞克迪宣誓就任刚果民主共和国总统。[32]

## 1月25日
- DeepMind人工智慧AlphaStar在《星海爭霸II》以10：1戰勝人類職業玩家。[33]
- 美国总统唐納·川普签署了一项为联邦政府运行提供3星期资金的法案，结束了美国历史上最长的联邦政府停擺。[34]
- 巴西淡水河谷公司位於布魯馬迪紐的尾礦壩發生潰決事故，造成至少84人喪生。[35]

## 1月26日
- 加拿大總理杜魯多（Justin Trudeau）宣佈加拿大駐中國大使麥家廉（John McCallum）正式辭職。

## 1月27日
- 日本人氣組合嵐宣佈2020年12月31日起停止活動。[36]

## 1月29日
- 兩艘從吉布提駛向也门的超載移民船在吉布提外海翻覆，截至1月30日晚有16人獲救，另尋獲52名遇難者遺體。一名獲救者說他所坐的船載有大約130人，但他不清楚另一艘船的人數。[37][38]

## 1月30日
- 在氣候變遷的影響下，通常走向西伯利亞的南向極地渦漩，周三南下侵襲加拿大、美國，造成美國芝加哥錄得-31℃[39]。

## 1月31日
- 苏丹阿都拉就任马来西亚第16任最高元首。[40]
- 涉窃苹果自驾车机密，FBI拘中国籍工程师。